# Cyanocorax mystacalis
La ghiandaia codabianca (Cyanocorax mystacalis (de Sparre, 1835)) è un uccello passeriforme della famiglia dei corvidi.

## Etimologia
Il nome scientifico della specie, mystacalis, deriva dal greco μυσταξ (mystax/mustax, "baffi"), in riferimento alla livrea facciale di questi uccelli.

## Descrizione

### Dimensioni
Misura 33 cm di lunghezza, per 149-160 g di peso: a parità d'età, i maschi sono leggermente più grossi e pesanti rispetto alle femmine.

### Aspetto

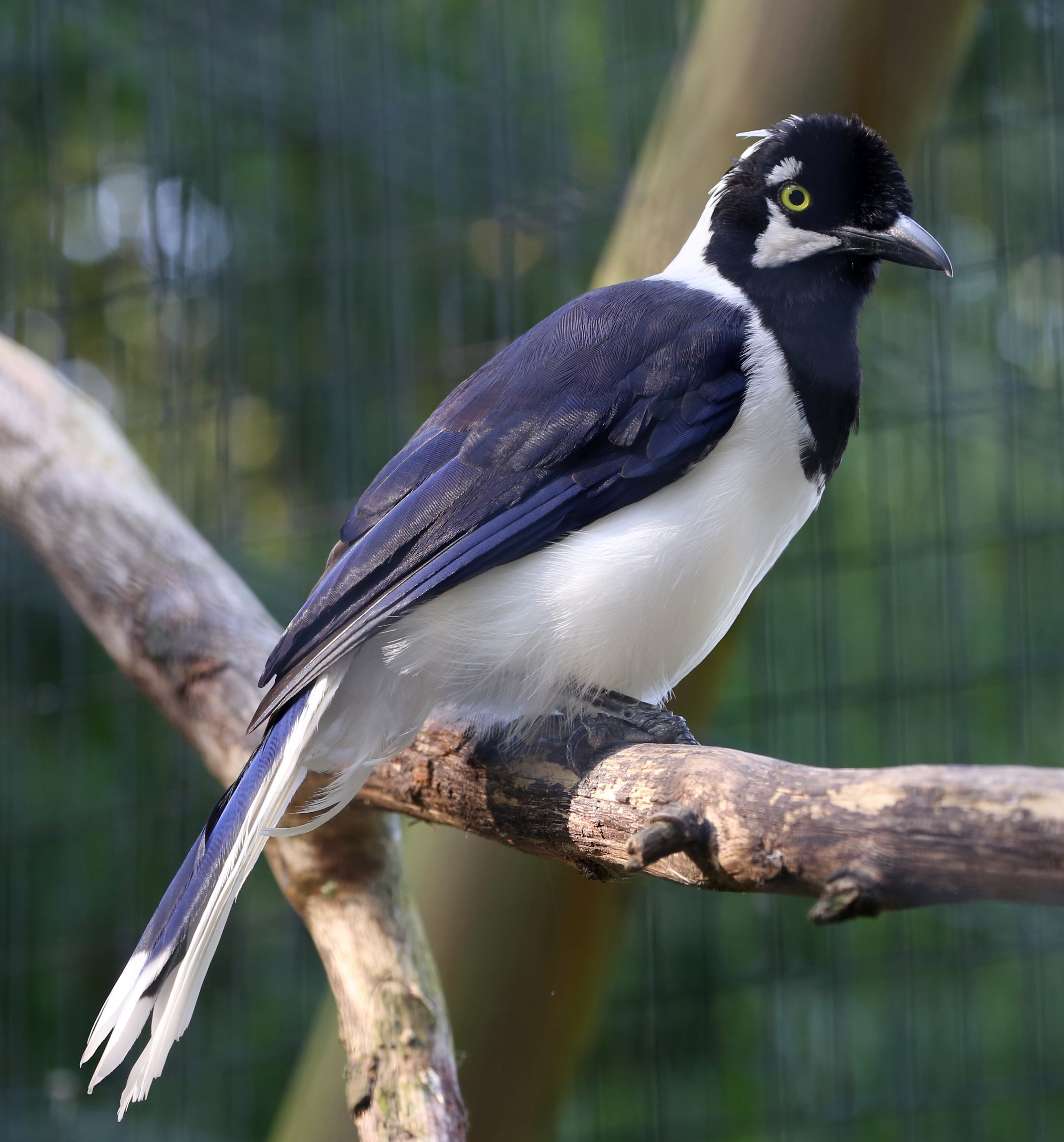
Esemplare in cattività a Poing.

Si tratta di uccelli dall'aspetto tozzo e robusto, con grossa testa ovale e allungata con corta cresta frontale di piume erettili, becco forte e conico non molto lungo (impressione accentuata dalla presenza di penne attorno alle narici) dall'estremità lievemente adunca, grandi occhi, lunghe ali digitate, coda piuttosto allungata e forti zampe artigliate. Nel complesso, l'aspetto di questi uccelli ricorda molto quello delle ghiandaie eurasiatiche.
Il piumaggio si presenta di colore nero su testa, gola e parte superiore del petto, mentre nuca, spalle, petto, ventre, fianchi, codione e gran parte della coda (da cui il nome comune) sono di colore bianco candido: anche il sopracciglio, le guance ed il mustacchio ai lati del becco (al quale la specie deve il nome scientifico) sono di colore bianco, con lievi sfumature azzurrine, mentre dorso, ali, codione e la metà prossimale delle due penne centrali della coda sono di colore blu con vaghi riflessi bruno-violacei, specialmente sulle ali.
Il becco e le zampe sono di colore nerastro: gli occhi sono invece di colore giallo-verdino.

## Biologia

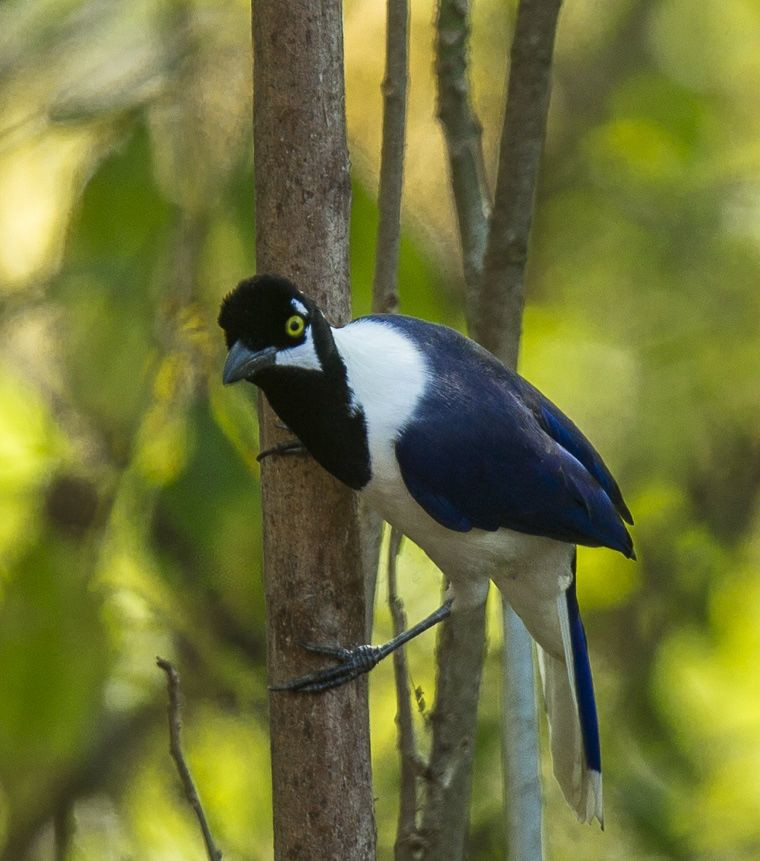
Esemplare in natura.

La ghiandaia codabianca è un uccello dalle abitudini di vita diurne, che passa la maggior parte della giornata muovendosi in piccoli gruppi familiari alla ricerca di cibo, muovendosi fra i rami di alberi e cespugli ed eventualmente scendendo anche al suolo: sul far della sera, lo stormo si ritira fra i rami di un albero per poter passare la notte al riparo dalle intemperie e da eventuali predatori.
Questi animali, come la maggior parte dei corvidi, sono piuttosto loquaci e garruli: i loro richiami sono acuti, nasali e metallici, ripetuti in genere a coppie.

### Alimentazione
Si tratta di uccelli onnivori, che si nutrono soprattutto di insetti (in particolar modo coleotteri e formiche), granaglie e frutta matura, ma si cibano anche di altri invertebrati e bacche: una coppia è stata osservata mentre saccheggiava un nido di piccoli uccelli per cibarsi delle uova e dei nidiacei al suo interno.

### Riproduzione
La ghiandaia codabianca è un uccello monogamo: le coppie si riproducono in solitudine (a differenza di molte specie congeneri, nelle quali le coppie in riproduzione vengono aiutate dagli altri membri dello stormo di appartenenza), cominciando a nidificare verso la fine di febbraio.
I due sessi collaborano nella costruzione del nido (voluminoso, a forma di coppa, costruito con rametti intrecciati e foderato internamente di fibre vegetali, situato su un grosso albero, non di rado nei pressi delle aree aitate) e nell'allevamento della prole, mentre la cova è appannaggio esclusivo della femmina (col maschio che rimane di guardia nei pressi del nido, occupandosi inoltre di procurare il cibo per sé e per la compagna).

## Distribuzione e habitat

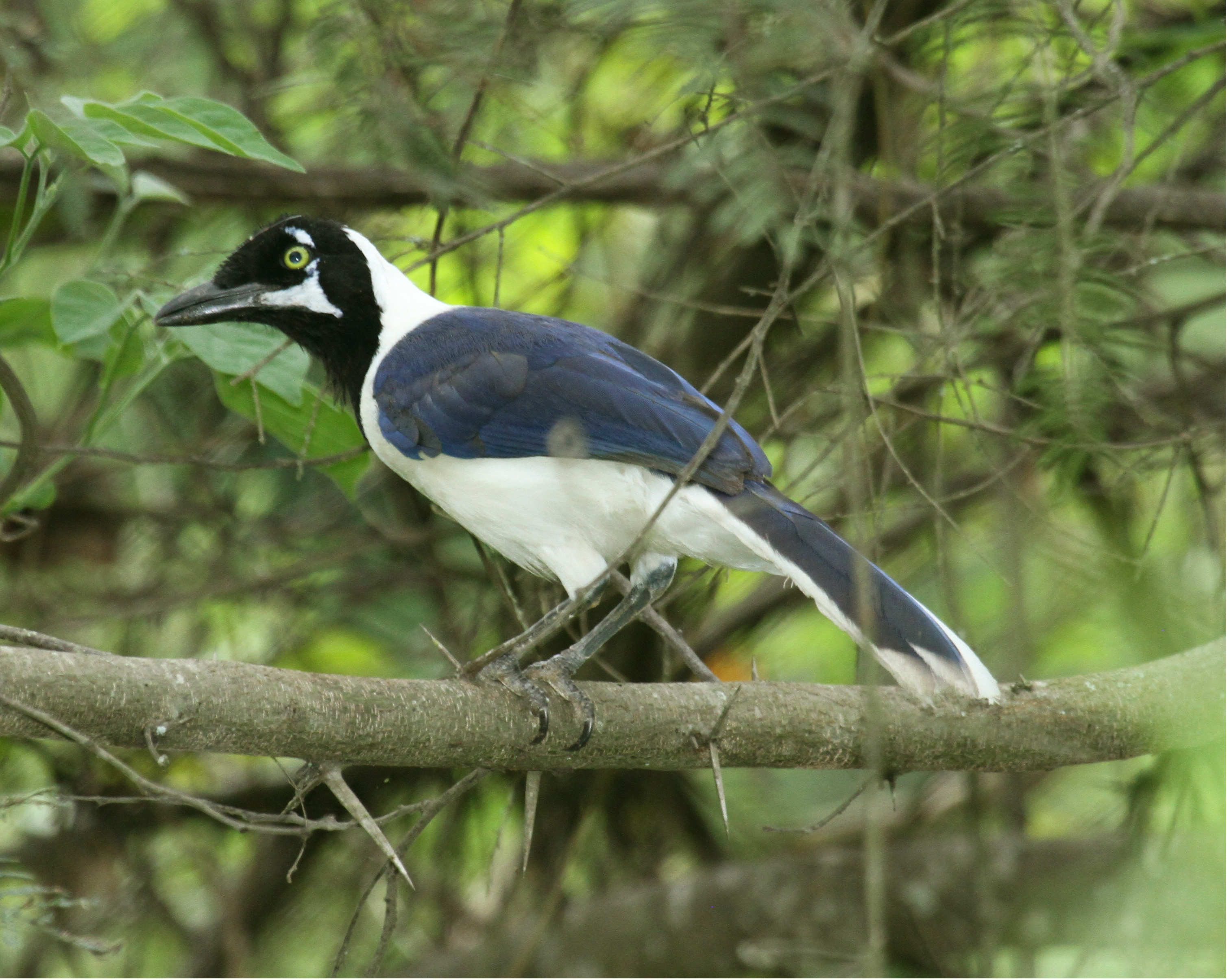
Esemplare nella regione di Tumbes.

La ghiandaia codabianca è diffusa in una ristretta area del Sudamerica occidentale, circoscritta grossomodo attorno al golfo di Guayaquil, in Ecuador occidentale (province del  Guayas, El Oro e porzione occidentale di Loja) e Perù nord-occidentale (area costiera a sud fino alla porzione occidentale di La Libertad).
L'habitat di questi uccelli è rappresentato dalle aree di foresta arida e subtropicale di pianura, con predilezione per le aree dal folto sottobosco in prossimità dei fiumi.